# جان بل هود
جان بل هود (انگلیسی: John Bell Hood؛ ۱ ژوئن ۱۸۳۱ یا ۲۹ ژوئن ۱۸۳۱ – ۳۰ اوت ۱۸۷۹) یک فرد نظامی اهل ایالات متحده آمریکا عضور ارتش ایالات مؤتلفه در زمان جنگ‌های داخلی امریکا بود. بل هود متولد اووینگسویل، کنتاکی و فرزند جان ویلیس هود (۱۷۹۸–۱۸۵۲) بود. پدر او دکتر بود، بل موفق به آموزش و فراگیری فنون توپخانه از جورج توماس شد. او در نبرد فرانکلین (۱۸۶۴) رهبری ارتش تنسی را بر عهده شداست.
پایگاه فورت هود نیروی زمینی ایالات متحده به افتخار جان بل هود نامگذاری شده است.

## نگارخانه

امضای بل هود
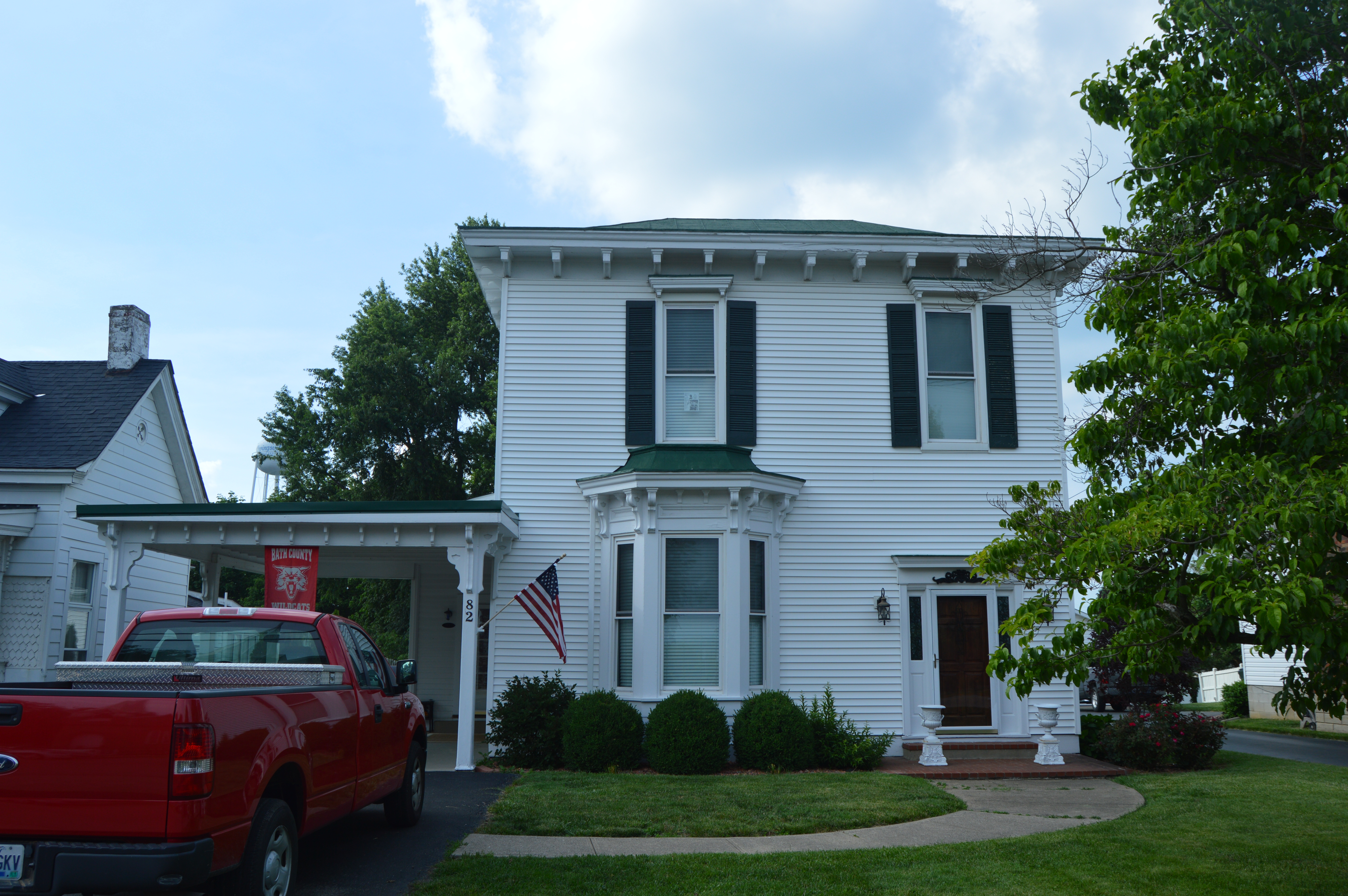
جلو خانه محل تولد بل هود
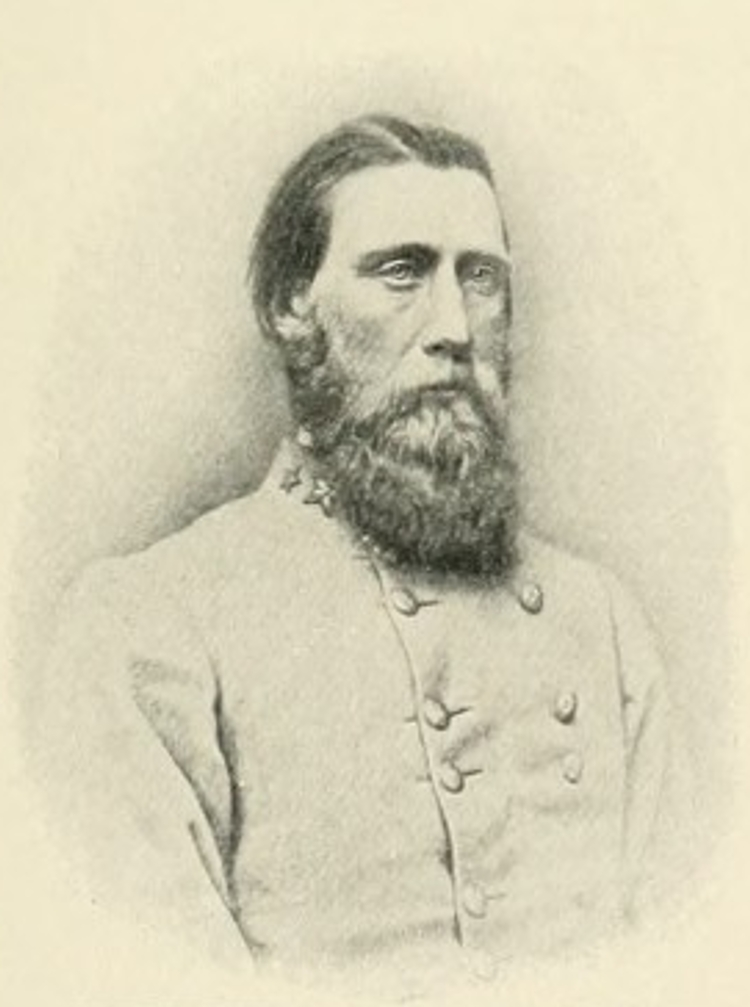
پرتره بل هود
نقشه‌ای از عملیات نظامی به رهبری بل هود در جریان نبرد فرانکلین.